# Feuerspitze
Die Feuerspitze ist ein 2852 Meter hoher Berg in den Lechtaler Alpen, im österreichischen Bundesland Tirol. Durch ihre exponierte Lage und leichte Besteigbarkeit ist sie bei Alpinwanderern und Skibergsteigern ein beliebter Aussichtsberg.

## Lage und Umgebung
Der Berg liegt etwa sieben Kilometer Luftlinie südöstlich von Holzgau im Lechtal. Am Fuß seiner Nordwand liegt der Fallenbacherferner, der auf Grund der gegenwärtigen Gletscherschmelze nur noch ein unbedeutender Gletscherrest ist. Benachbarte Gipfel sind im Norden, getrennt durch das Fallenbacherjoch (2753 m), die Holzgauer Wetterspitze mit 2895 Metern Höhe, im Osten der Fallenbacherturm (2704 m) und, getrennt durch die Gamskarlscharte (2551 m), die 2723 Meter hohe Fallenbacherspitze. Im Süden liegt die Vorderseespitze mit 2889 Metern Höhe, getrennt durch das Stierlahnzugjoch (2596 m). Nach Südwesten fällt die Feuerspitze in einer großflächigen Schuttabdachung zum Kaisertal ab.

## Geologie
Nach Norden besteht die Feuerspitze aus einer steilen, aber brüchigen Wand, die aus auffälligen roten Hornsteinschichten (Radiolarit) des  oberen Doggers und des unteren Malms besteht, der auch dem Berg seinen Namen gab. Dieses Gestein enthält Mikrofossilien, wie Radiolarien-Skelette und Spongien-Nadeln und ist sehr brüchig. Auf den Klettertouren durch diese Wand besteht eine erhöhte Steinschlaggefahr.

## Stützpunkte und Touren
Als Stützpunkt für eine Besteigung der Feuerspitze auf dem Normalweg, dem leichtesten Anstieg, dient die auf 2004 Metern Höhe liegende Simmshütte am Schluss des Sulzeltals. In dreieinhalb Stunden kann der Gipfel von Süden her ohne Schwierigkeiten über einen Steig erreicht werden. Von der Hütte aus führt der Weg zunächst in südlicher Richtung unter westlicher Umgehung der Feuerspitze zum Stierlahnzugjoch. Dann geht es weiter in nördlicher Richtung zum Gipfel. Die Aufstiege von Kaisers und vom Alperschontal aus lassen sich auch als Skitouren begehen.